# Mezinárodní federace vexilologických asociací
Mezinárodní federace vexilologických asociací (francouzsky Fédération internationale des Association vexillologiques, FIAV) je mezinárodní federace, sdružující (k roku 2022) 53 regionálních, národních a nadnárodních asociací a institucí po celém světě, které studují vexillologii.
Vexilologii, tedy studium vlajek, formalizoval Dr. Whitney Smith, který v roce 1958 pojem poprvé použil. Smith také zorganizoval první mezinárodní vexilologický kongres v roce 1965 v nizozemském Muiderbergu. FIAV byla prozatímně ustanovena 3. září 1967 na druhém mezinárodním vexilologickém kongresu konaném ve švýcarském Rüschlikonu a oficiálně vytvořena 7. září 1969 na třetím mezinárodním kongresu vexilologie v americkém Bostonu.

## Vedení FIAV
FIAV má tříčlennou radu složenou z prezidenta, generálního tajemníka a generálního tajemníka pro kongresy. Rada řídí aktuální záležitosti FIAV a svolává bienální zasedání Valného shromáždění která se konají během každého mezinárodního kongresu. Valné shromáždění FIAV se skládá z delegátů členů FIAV. Valná hromada volí představenstvo a odpovídá za stanovení politiky. Současnými členy rady FIAV jsou:
- Željko Heimer (prezident, Chorvatsko)
- Bruce B. Berry (generální tajemník, Jihoafrická republika)
- Graham M. P. Bartram (generální tajemník pro kongresy, Spojené království)

## Členové FIAV
Mezi členy FIAV jsou např.:
- Česká vexilologická společnost (CVS), Česko
- Středisko vexilologických informací (SVI), Česko
- The Flag Institute (FI), Spojené království
- Flag Heritage Foundation (FHF), USA
- Flags of the World (FOTW), web
- North American Vexillological Association (NAVA), USA a Kanada
- Southern African Vexillological Association (SAVA), Angola, Botswana, Lesotho, Madagaskar, Malawi, Mosambik, Namibie, JAR, Svazijsko, Zambie a Zimbabwe
- Portland Flag Association (PFA), USA (Oregon)
- World Vexillological Research Institute (WVRI), Česko (Německo)

## Vyznamenání FIAV
Členům (fyzickým osobám) organizací sdružených ve FIAV je za jejich práci udělováno několik cen. Nejvyšším vexilologickým ocenění je Laureate of the Federation, které se uděluje od roku 1969. Dalšími oceněními jsou Fellow of the Federation, Vexillon a The Whitney Smith Award.

## Mezinárodní kongresy
Od roku 1965 do roku 2019 (včetně) bylo uspořádáno 28 mezinárodních vexilologických kongresú:
- 01. 1965  Muiderberg (Nizozemsko)
- 02. 1967  Curych a Rüschlikon (Švýcarsko)
- 03. 1969  Boston (USA)
- 04. 1971  Turín (Itálie)
- 05. 1973  Londýn (Spojené království)
- 06. 1975  IJsselmeer (Nizozemsko)
- 07. 1977  Washington, D.C. (USA)
- 08. 1979  Vídeň (Rakousko)
- 09. 1981  Ottawa (Kanada)
- 10.1983  Oxford (Spojené království)
- 11. 1985  Madrid (Španělsko)
- 12. 1987  San Francisco (USA)
- 13. 1989  Melbourne (Austrálie)
- 14. 1991  Barcelona (Španělsko)
- 15. 1993  Curych (Švýcarsko)
- 16. 1995  Varšava (Polsko)
- 17. 1997  Kapské Město (Jihoafrická republika)
- 18. 1999  Victoria (Kanada)
- 19. 2001  York (Spojené království)
- 20. 2003  Stockholm (Švédsko)
- 21. 2005  Buenos Aires (Argentina)
- 22. 2007  Berlín (Německo)
- 23. 2009  Jokohama (Japonsko)
- 24. 2011  Washington, D.C. (USA)
- 25. 2013  Rotterdam (Nizozemsko)
- 26. 2015  Sydney ( Austrálie)
- 27. 2017  Londýn (Spojené království)
- 28. 2019  San Antonio (USA)
- 29. 2022  Lublaň (Slovinsko)